# Левитация (физика)
Левитация в физике — это устойчивое положение объекта в гравитационном поле без непосредственного контакта с другими объектами. Необходимыми условиями для левитации в этом смысле являются: (1) наличие силы, компенсирующей силу тяжести, и (2) наличие возвращающей силы, обеспечивающей устойчивость объекта.

## Невозможность левитации в статическом электромагнитном поле
Согласно теореме Ирншоу, являющейся прямым следствием закона Гаусса, левитация статических объектов в статическом электромагнитном поле в вакууме невозможна. Теорема применима не только к точечным зарядам, но и к протяженным упругим телам и говорит, что их свободный подвес в электростатическом, магнитостатическом и (или) гравитационном поле будет всегда неустойчив. Теорема Ирншоу не применима к диамагнетикам, а также в электростатическом поле к телам, у которых диэлектрическая проницаемость меньше, чем у окружающей среды.
Тем не менее, в переменном поле электростатической квадрупольной линзы левитация возможна, например, заряженных пылинок, хотя при этом не обеспечивается стабилизация положения пылинок вдоль оси линзы, поскольку равновесие по этому направлению безразличное. Электростатическая фокусировка переменным электрическим полем применяется при фокусировке пучков заряженных частиц и по своей сути аналогична «маятнику Капицы».

## Сверхпроводимостьи левитация

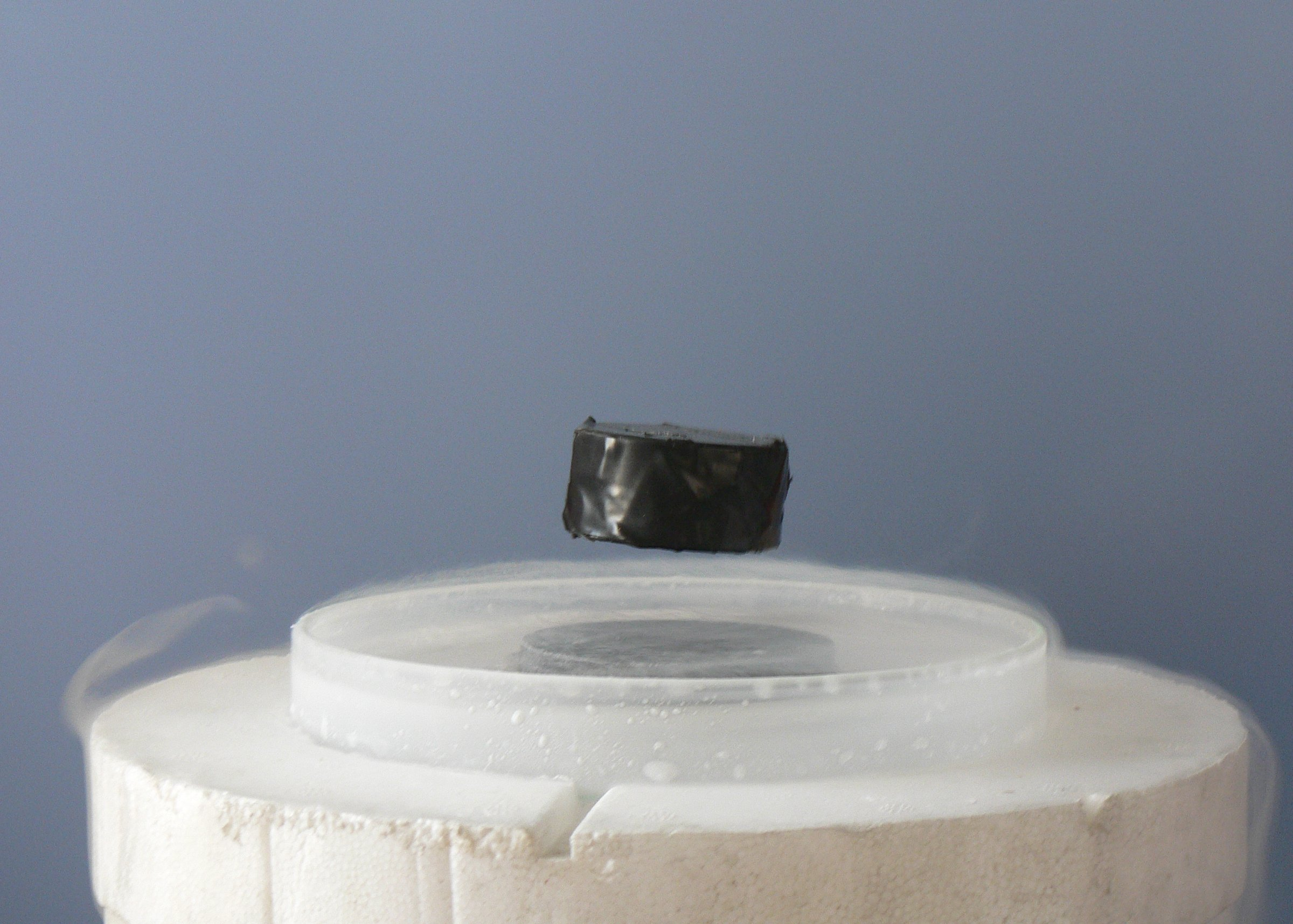
Магнит левитирует над сверхпроводником, охлаждённым жидким азотом

В марте 1991 года научный журнал «Nature» опубликовал интересную фотографию: на снимке директор Токийской исследовательской лаборатории сверхпроводимости Дон Тапскотт стоял на блюде из сверхпроводящего керамического материала, и между ним и поверхностью пола был отчётливо виден небольшой зазор. Масса директора вместе с блюдом составляла 120 кг, что не мешало им парить над землёй. Это явление объясняется эффектом Мейснера, который не дает магнитному полю ни проникать внутрь сверхпроводящего образца, ни выходить из него, однако важную роль здесь играет также эффект пиннинга вихрей магнитного потока (вихрей Абрикосова). Причину устойчивости левитирующего магнита легко понять с помощью метода замороженных изображений.

## Диамагнитная левитация

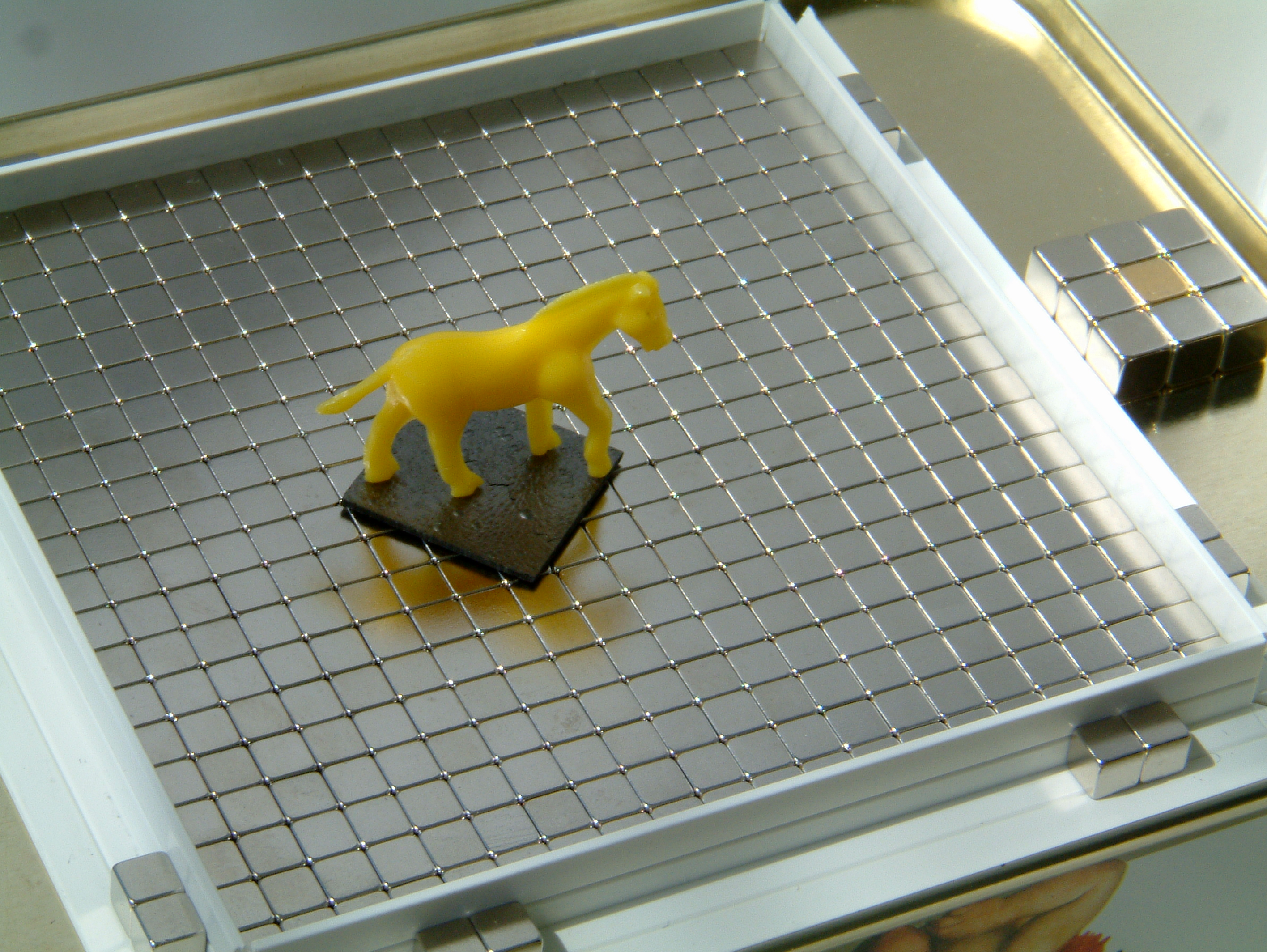
Игрушечная статуэтка лошади парящая на пластинке пиролитического углерода над кубиками из неодимового магнита

Тип левитации в сильном магнитном поле тела, содержащего в себе диамагнетик, например, воду. Использует диамагнитные свойства воды, которая под действием внешнего магнитного поля несколько изменяет параметры движения электронов в её молекулах, что приводит к появлению слабого магнитного поля, направленного противоположно исходному. Возникающий эффект отталкивания позволяет преодолевать действие силы тяжести.
Данный тип левитации использовался в опытах на живых объектах. В ходе экспериментов во внешнем магнитном поле с индукцией порядка 17 Тл достигалось подвешенное состояние лягушек и мышей.
То же свойство диамагнетиков можно использовать наоборот, в соответствии с третьим законом Ньютона, или для отталкивания магнита от диамагнетика, или для стабилизации левитации магнита в магнитном поле. Например, эффектен эксперимент, в котором магнит висит в поле 11 Тл между большим и указательным пальцами исследователя.

## Магнитная левитация

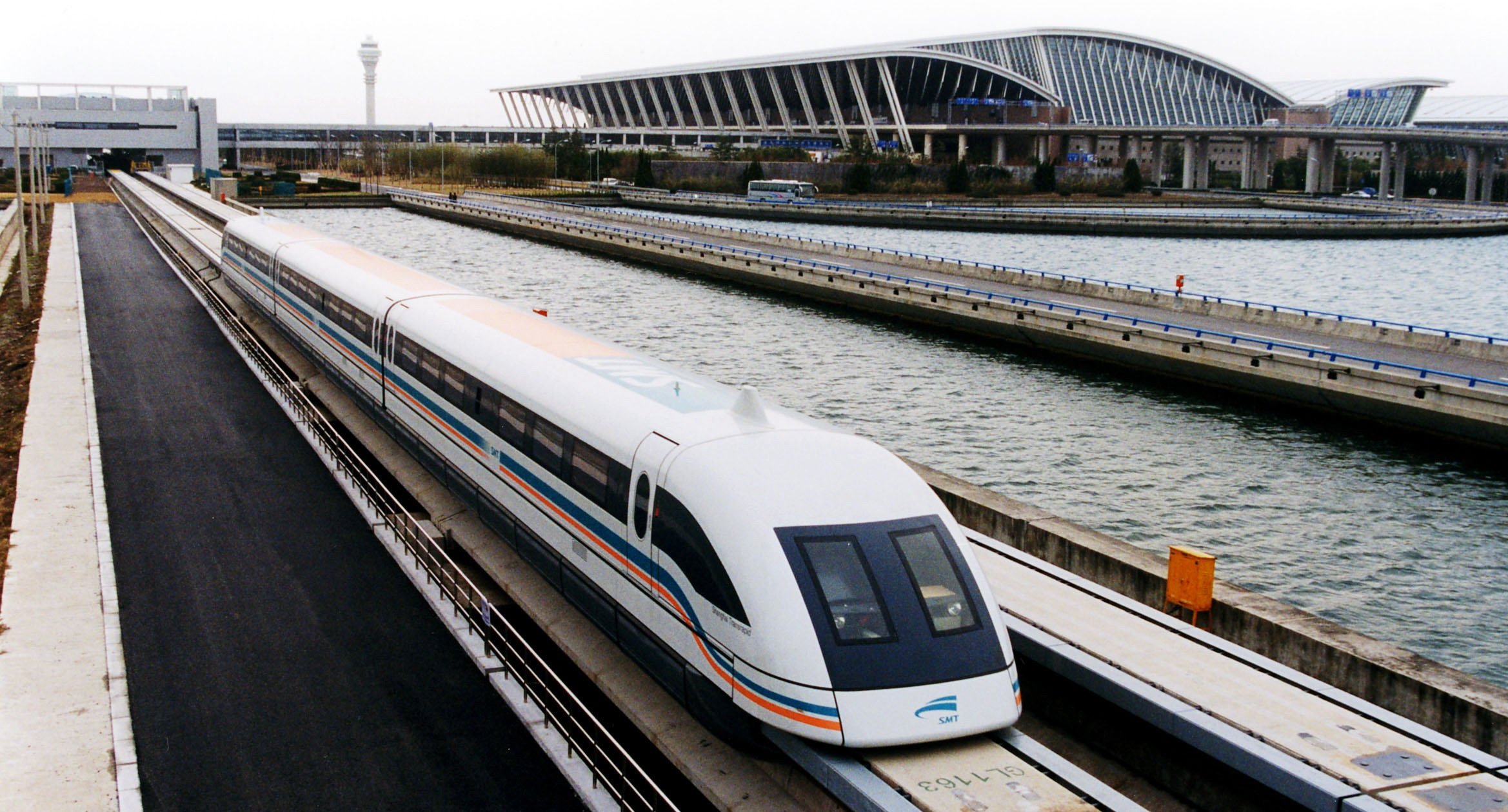
Шанхайский маглев